# Heinrich Jochimsen
Heinrich Jochimsen (ur. 1920, zm. ?) – zbrodniarz nazistowski, członek załogi niemieckiego obozu koncentracyjnego Dachau. SS-Rottenführer.
Członek Hitlerjugend od 1935 i Waffen-SS od 17 kwietnia 1940. Walczył następnie we Francji. Od listopada 1943 do 28 kwietnia 1945 przebywał w obozie głównym Dachau (do jego wyzwolenia), gdzie kierował komandem więźniarskim, pracującym w warsztacie produkującym części motoryzacyjne dla BMW.
W procesie załogi Dachau (US vs. Alois Blösser i inni), który miał miejsce w dniach 19–20 listopada 1946 przed amerykańskim Trybunałem Wojskowym w Dachau, skazany został na 3 lata pozbawienia wolności.